# Chiềng Khoi
Chiềng Khoi est une commune rurale, située dans le district de Yên Châu (province de Sơn La, Viêt Nam).

## Géographie

### Localisation
La commune est bordée, à l'est par la commune de Chiềng Hặc, à l'ouest par la commune de Viêng Lán, au sud par la commune de Phiêng Khoài et au nord par la commune de Sặp Vạt.

### Géographie physique
Chiềng Khoi a une superficie de 31,9 km2 (selon le ministère de l'Information et des Communications, la superficie serait de 31,28 km2). La commune est montagneuse, avec une altitude moyenne de 1 100 mètres.

### Subdivisions
La commune se subdivise en 6 villages.
| Numéro | Nom     | Population (2012) | Ethnie majoritaire | Distance du centre communal |
| ------ | ------- | ----------------- | ------------------ | --------------------------- |
| 1      | Hiêm    | 666               | Thaï               | 4 km                        |
| 2      | Tủm     | 633               | Thaï               | 1 km                        |
| 3      | Pút     | 468               | Thaï               | 1 km                        |
| 4      | Mé      | 529               | Thaï               | 1 km                        |
| 5      | Na Đông | 342               | Thaï               | 2 km                        |
| 6      | Ngoàng  | 369               | Thaï               | 2 km                        |

## Politique
Le code administratif de la commune est 04090.

## Démographie
La population se divise en deux groupes ethniques : Kinh et Thaï.
| 1999  | 2012  | - | - | - | - | - | - | - |
| ----- | ----- | - | - | - | - | - | - | - |
| 2 654 | 3 109 | - | - | - | - | - | - | - |

## Sources
- (vi) Cet article est partiellement ou en totalité issu de l’article de Wikipédia en vietnamien intitulé « Chiềng Khoi » (voir la liste des auteurs).